# Syndroom van Rotor

Autosomaal recessieve overerving

Het syndroom van Rotor is een zeldzame goedaardige vorm van geelzucht (icterus). De aandoening wordt autosomaal recessief overgeërfd. Bij het syndroom is er een stoornis in de opslag van geconjugeerd bilirubine in de lever, wat leidt tot geelzucht.
De aandoening is gelijkaardig aan maar toch te onderscheiden van het syndroom van Dubin-Johnson.